# コースカベイサイドストアーズ
コースカベイサイドストアーズ (Coaska Bayside Stores) は、神奈川県横須賀市本町に所在する、横須賀モール・リーシング合同会社が運営するウォーターフロント型複合商業施設。国道16号（横須賀街道）沿線の住友重機械工業横須賀分工場（旧横須賀海軍工廠）と林兼造船横須賀造船所の跡地に立地し、市内の商業施設では最大の敷地面積と売場面積を有する。
ヴェルニー公園と本施設の間には米軍横須賀基地の小さな通用門（DAIEI GATE)があり、兵士が出入りする様子も散見される。
1991年4月25日、株式会社ダイエーがショッパーズプラザブランドで運営していたショッピングモール「ショッパーズプラザ横須賀」として開業。その後、運営がイオンリテール株式会社へ引き継がれた。
2019年3月31日をもって一旦閉店。アメリカ系不動産投資会社に運営が移行し、施設名を「コースカベイサイドストアーズ」と改め、2020年4月24日から新業態で一部店舗が営業を開始し、同年6月5日に全店舗が開業した。
ショッパーズプラザ横須賀時代から、ヒューマックスシネマが運営するシネマコンプレックス「横須賀HUMAXシネマズ」（よこすかヒューマックスシネマズ）がテナントとして営業していたが、ショッパーズプラザ横須賀の閉店に伴い一旦閉館。コースカベイサイドストアーズの開業により再度開館した。
本項では、ショッパーズプラザ横須賀とコースカベイサイドストアーズについて、一括して取り扱う。

## 歴史

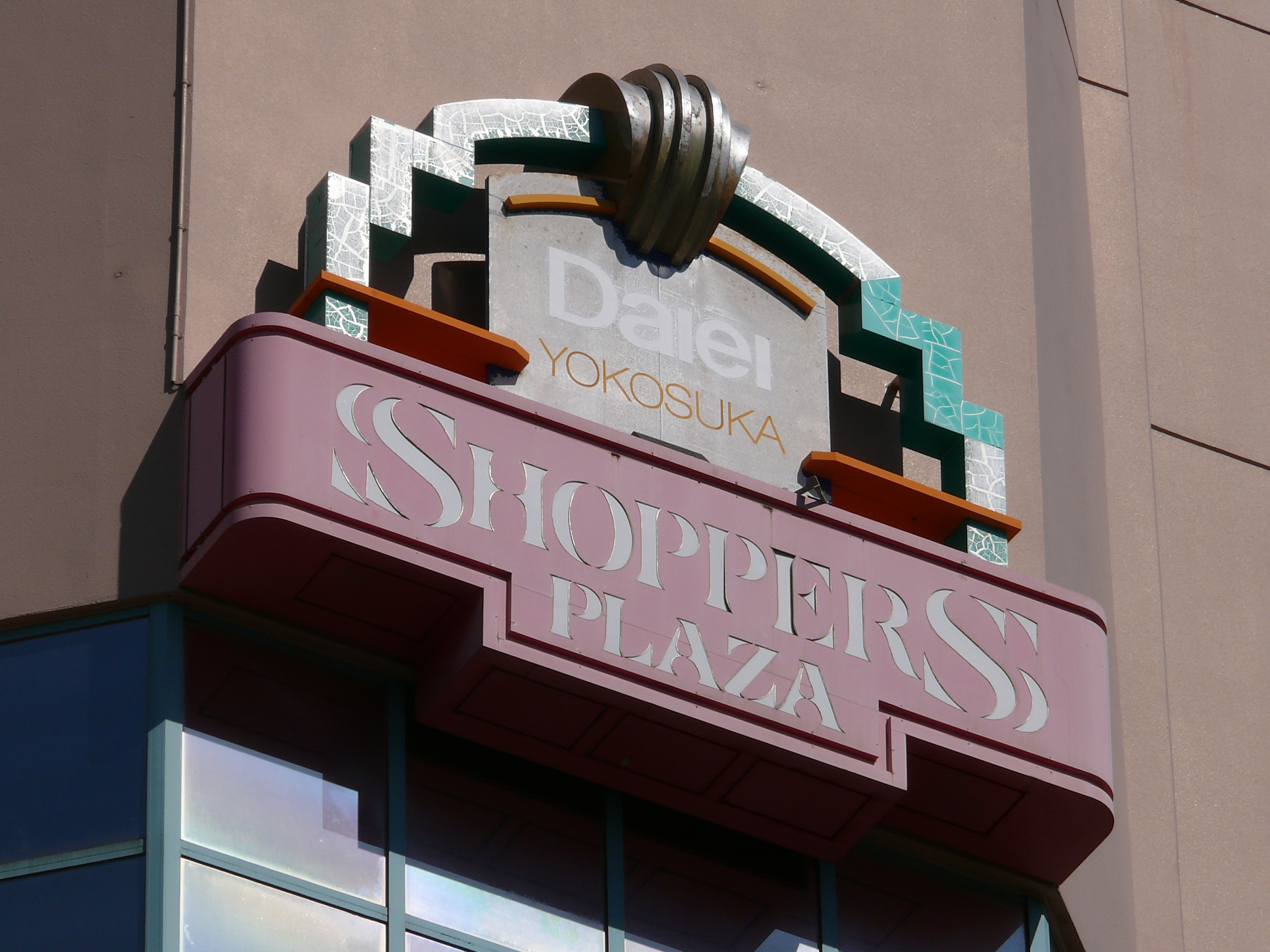
ダイエーのロゴが変わっても旧字体が残り続けた箇所があった

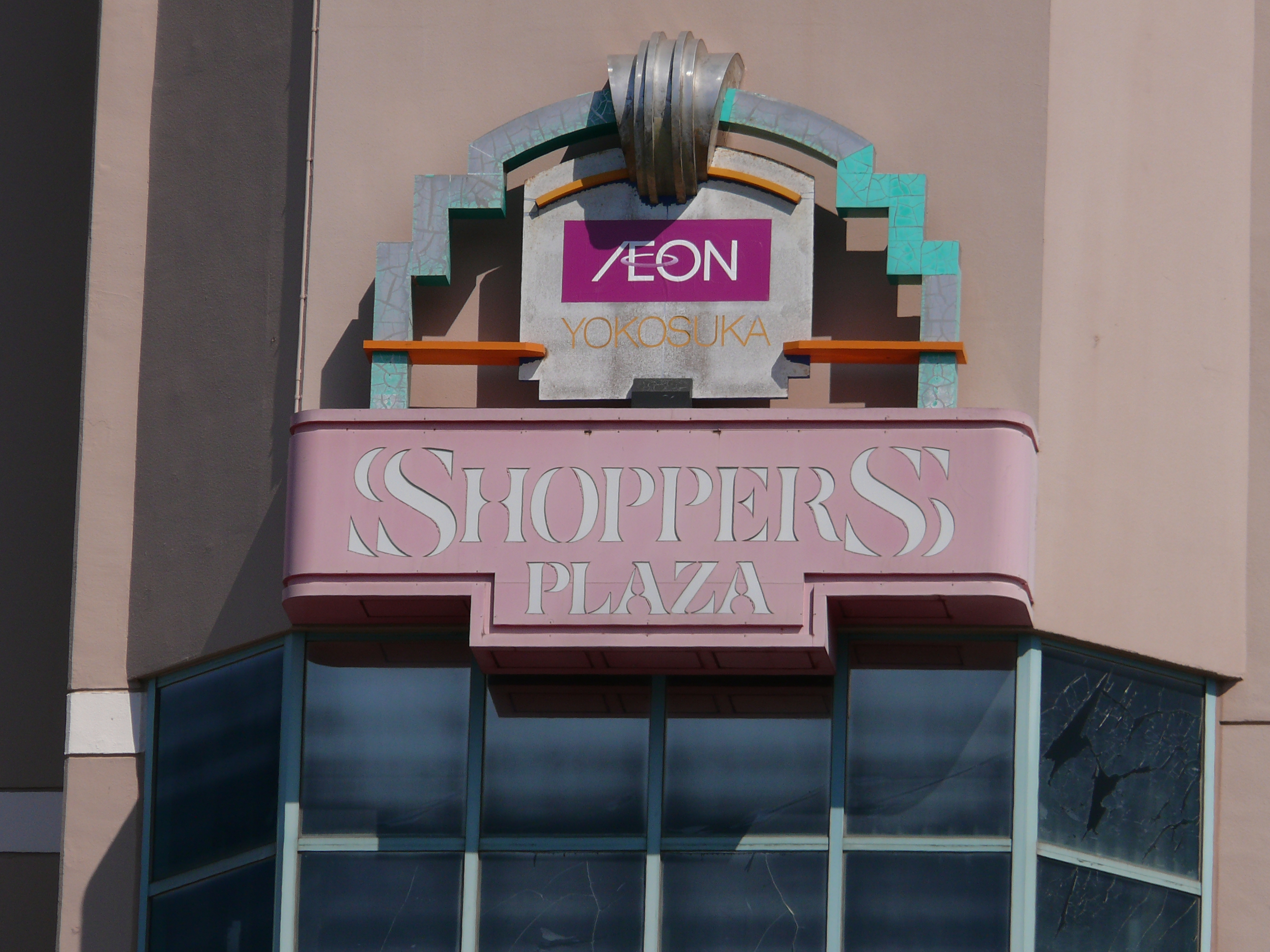
運営承継に伴いダイエーからイオンとなったショッパーズプラザ横須賀

ショッパーズプラザ横須賀の前身は、住友重機械工業横須賀分工場（以降：住友重機）と林兼造船横須賀造船所である。住友重機の工場内に存在した高架起重機は1908年に横須賀海軍工廠時代に設置されたもので、1975年に解体されるまでの永い間、横須賀のシンボルであった。終戦後アメリカ海軍に接収されていたが、1959年に日本政府へ返還され、住友重機と林兼造船へ払い下げられていた。
住友重機はオイルショックなどの不況により1978年に工場を閉鎖し、1979年1月に倉庫やビルを賃貸する東京都の不動産業者である本荘へ、約35000平方メートル (m2) の跡地を1 m2あたり約9万5700円の総額33億6000万円で売却することで合意して横須賀市へ報告した。住友重機の土地はかつて、東京絹物や大蔵省から3回に渡り計37,628 m2を3億6000万円で購入した国有地であった。横須賀市が建設予定の本町山中有料道路に使用する土地6000 m2の無償譲渡などを含む6条件を提示すると、住友重機は受け入れて金額は変更したが翌年に売却された。
跡地は本荘により商業施設となる事が確実視されてダイエーやイトーヨーカドーなど大手スーパーマーケットの出店が囁かれていた。ダイエーの出店表明が明らかになったのは、1982年5月の横須賀市議会総務常任委員会で市都市計画室から「ヨコスカシーウインドウ構想」が発表された時であった。当時、住友重機と隣接していた林兼造船も工場を閉鎖して住友生命保険（以降：住友生命）へ土地を売却し、商業施設構想は本荘と住友生命の所有する土地を使用することに決まった。
しかし京急本線の汐入駅や横須賀中央駅付近の地元商店街の反対が激しく、本荘が住友重機から土地を購入する際も大手スーパーの進出を危惧し、ダイエー出店表明後も合わせて11件もの陳情書が横須賀市に提出されている。しかし、汐入地区の商店街はダイエー進出は脅威であったものの、横須賀市の中心は横須賀中央駅周辺であること、1980年代の横須賀の商業力は弱く都市間競争に勝つ必要があったこと、1983年の在日アメリカ海軍兵員クラブ（EMクラブ）日本政府返還を機に汐入駅周辺を再開発する機運の高まり、などを理由に出店を徐々に容認した。
ショッピングセンター (SC) の名称は、計画発足以来「ヨコスカシーウインドウ」を仮称としていたが、ダイエーグループが展開するショッピングセンター名の「ショッパーズプラザ」と整合性を持たせる狙いで「ショッパーズプラザ横須賀」とされた。のちに「ヨコスカシーウインドウ」の名称は、書類上の正式名称として採用されている。
ダイエーは当初、直営28,000 m2、テナント14,400 m2を提示したが、地元商業者らが組織するダイエー対策委員会が反対し、開業後3年間は直営12,000 m2、テナント11,320 m2とする斡旋案を提示した。ダイエーはこれに基づき再度調整後、1987年2月に横須賀商工会議所へ三条申請を行った。しかし申請時点では未だ詳しい内容が決まっておらず、ショッピングモール以外に24時間営業の大型飲食店ゾーンや水上レストラン、博物館それにホテルなど様々な施設の建設案があった。最終案に近い14階建てで6階から14階をオフィスビルとする案もあったが中止され、オフィスビルのフロアを取り除いた地上6階建ての建物を設計することで決定した。設計は株式会社アール・アイ・エーと明和工芸が担当し、後に建物は商環境デザイン賞を受賞した。
1989年9月から着工し、1991年4月にショッパーズプラザ横須賀が開業した。
開業当初のテナント数は220であったが、商業力が弱く最寄り汐入駅から通行が不便で、数か月で閉店したディスコを皮切りに地元や市外を問わず出店者が1年も満たないうちに相次いで撤退した。ダイエーは新規出店者の募集とともに1995年にダイエーの売場を拡張し、2011年には約130店が営業しているが出店者の入れ替わりは激しかった。
ダイエーは出店計画当初から、子会社でショッピングセンター開発を担当するダイエーリアルエステート（略称：DRE）に一任して当店を運営したが、店舗出店を迅速化する体制強化の一環で、1991年8月に開発・運営をDREからダイエーへ移管した。
1993年にはEMクラブ跡地に横須賀芸術劇場と都市型ホテルの複合施設「ベイスクエアよこすか」が開業、翌1994年に建設省が汐入駅前と当施設を結ぶ「ベイウォーク」と名付けたペデストリアンデッキを建設し、汐入駅からの不便が解消された。
2016年3月1日からショッパーズプラザ横須賀の運営が株式会社OPA及び株式会社ダイエーからイオンリテール株式会社に承継された。核店舗のダイエー横須賀店の運営も承継され、同年3月14日までダイエーとして営業した。改装休業を経て、同年3月17日にイオン横須賀店として開業し、2019年3月末で一旦閉店した。その後大幅なリノベーションを経て、2020年4月24日にCoaska Bayside Stores（コースカベイサイドストアーズ）と改め再開業することになり、イオンは2階部分にのみ「イオンスタイル横須賀」として再出店した。

### 沿革

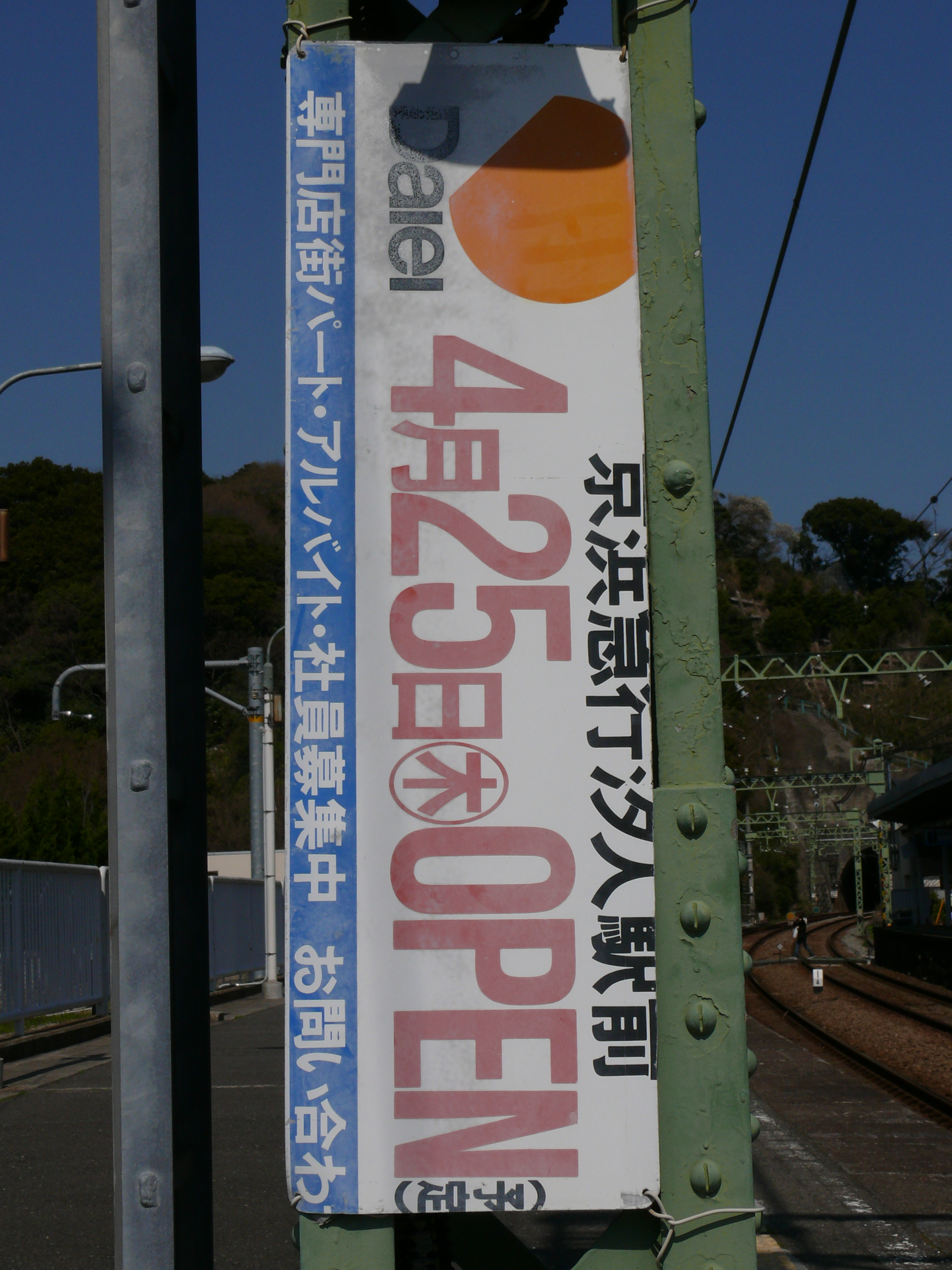
神武寺駅に掲示されたショッパーズプラザ横須賀の開業広告（現在は撤去）

- 1980年（昭和55年）2月27日 - 神奈川県が住友重機の売買届出申請の取引価格を3億円に引き下げて受理。地元住民と協議を行うよう異例の要望がされる[12]。
- 1982年（昭和57年）5月13日 - 横須賀市議会総務常任委員会にて「ヨコスカシーウインドウ構想」が公式に明らかとなる[13]。
- 1989年（平成元年）
  - 1月10日 - テナント募集説明会開催[14]。
  - 9月11日 - 着工式を執り行い着工。
- 1990年（平成2年）12月1日 - 横須賀商業活動調整協議会に出店の承認を受ける[15]。
- 1991年（平成3年）
  - 4月24日 - 竣工披露宴式典を開催[16]。
  - 4月25日 - ショッパーズプラザ横須賀及びダイエー横須賀店が開業[3]。
- 1995年（平成7年）6月26日 - 一部専門店スペース6,000 m2を直営化。改装工事を施しリニューアルオープン[17]。
- 1999年（平成11年）12月11日 - 横須賀ジョイシネマを「横須賀HUMAXシネマズ」に改称、リニューアルオープン。
- 2011年（平成23年）4月21日 - 開業20年を迎える。
- 2012年（平成24年）3月20日 - ダイエー横須賀店でネットスーパーの取り扱いを開始。
- 2016年（平成28年）
  - 3月1日 - イオンリテールに同店の営業権が承継[18]。そのまま営業継続。
  - 3月14日 - ダイエー横須賀店の営業を終了。
  - 3月17日 - イオン横須賀店が開業。
- 2019年
  - 3月31日 - 一旦閉店[4]。
  - 4月23日 - 横須賀HUMAXシネマズが一旦閉館。[19]
- 2020年
  - 4月24日 - コースカベイサイドストアーズ (Coaska Bayside Stores) の一部施設が先行オープン。
  - 6月5日 - 全館グランドオープン。横須賀HUMAXシネマズが再開館。

## ショッパーズプラザ横須賀
1991年4月25日開業。ダイエー時代の店番号は0425。開業当初のキャッチコピーは「衣・食・住・快。新しい暮らしは、海のそばにある。」
メインゲート「シーウインドウモール」は、元々公道があった部分に建物を建てているため、公道として24時間通行できるようになっている。休日には特に、ショッパーズプラザ横須賀に向かう乗用車で国道16号を始めとする周辺道路で激しい渋滞が発生する。

### 主なテナント・施設
- イオン横須賀店（スーパーマーケット）
  - フードワンダーランド (FOOD WONDERLAND)

イオン横須賀店内のフードコートで6つのテナントが営業していた。内装は、マリリン・モンロー、エルヴィス・プレスリーなど1950年代の映画俳優のポスターやシーリングファンを多数設置するなど、横須賀の風土を取り入れて「アメリカンホリデー」をテーマとしている。後に開店するダイエーハーバーランド店、イオン甲子園店のフードコート、イオン金沢八景店のフードパークと類似する。開業当初はシーリングファンと共に飛行機のプロペラや映写機など様々なものが回転していたが、後に撤去された。
- 駐車場
当店の駐車場には様々な動物が表示されている。
  - 1階:ライオン（緑）、クマ（ピンク）、カバ（オレンジ）
  - 5階:カンガルー（黄）

#### 過去の主なテナント
- パレックス（家電販売）
- ベスト電器
- ラオックス
- ウェンディーズ
- 森永LOVE
- すずめのおやど（居酒屋）
- かっぱ寿司
- ベネトン
- レイトンハウス
- カルバン・クライン

店舗ギャラリー

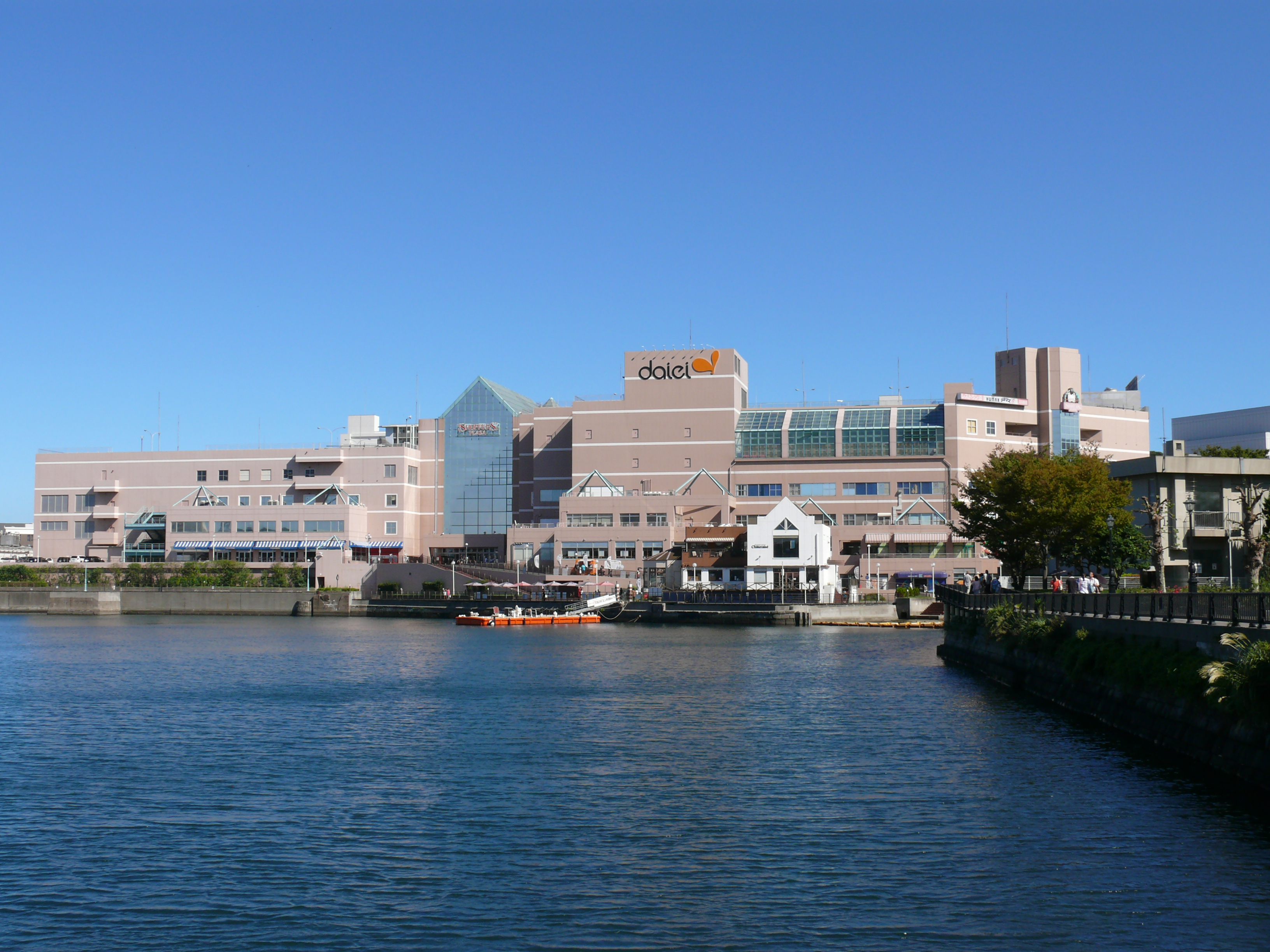
ダイエー時代の店舗外観（2011年8月）
ヴェルニー公園から見たショッパーズプラザ横須賀（2011年12月）
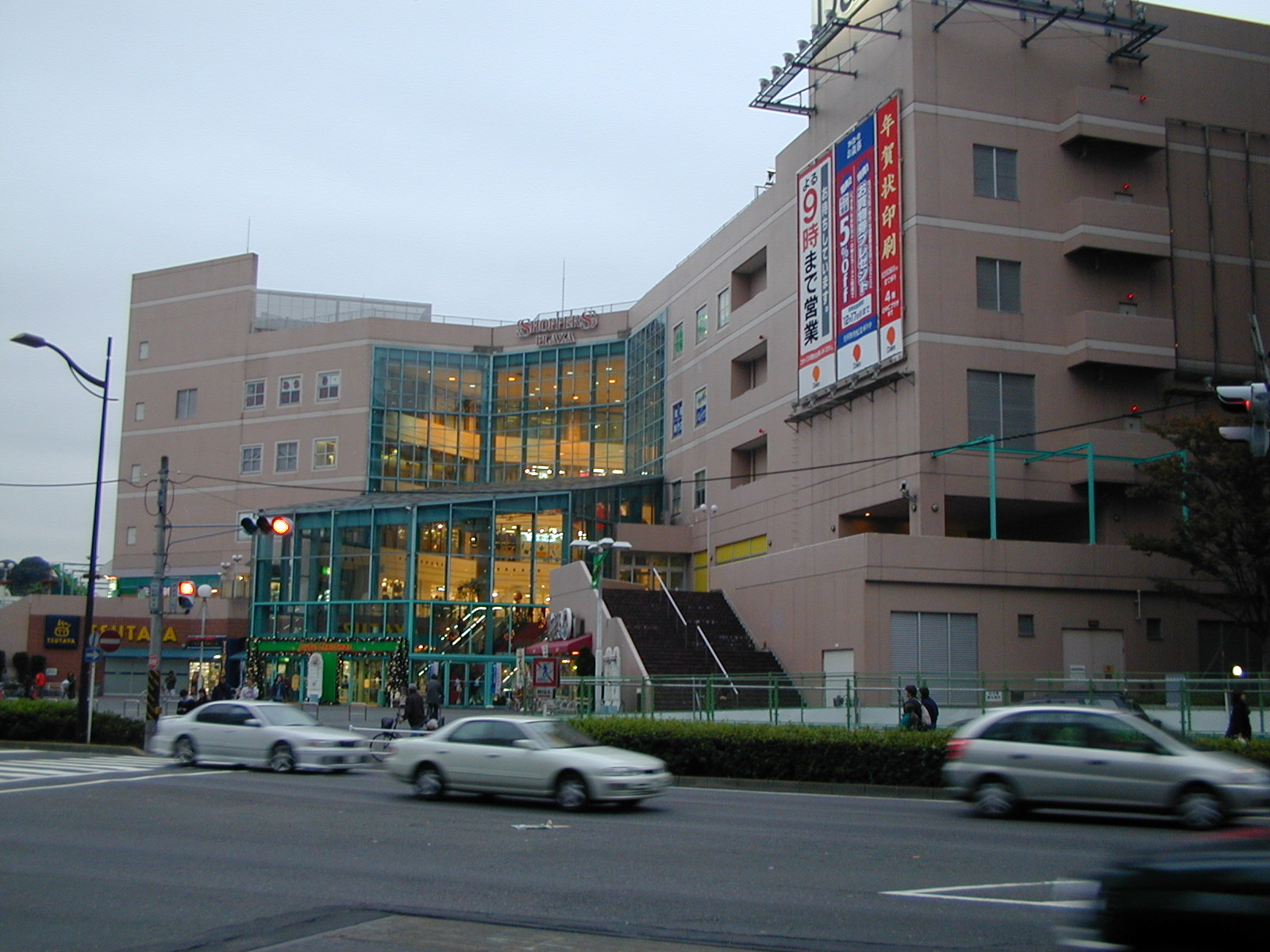
ダイエーの旧ロゴを掲げた店舗（2000年11月）
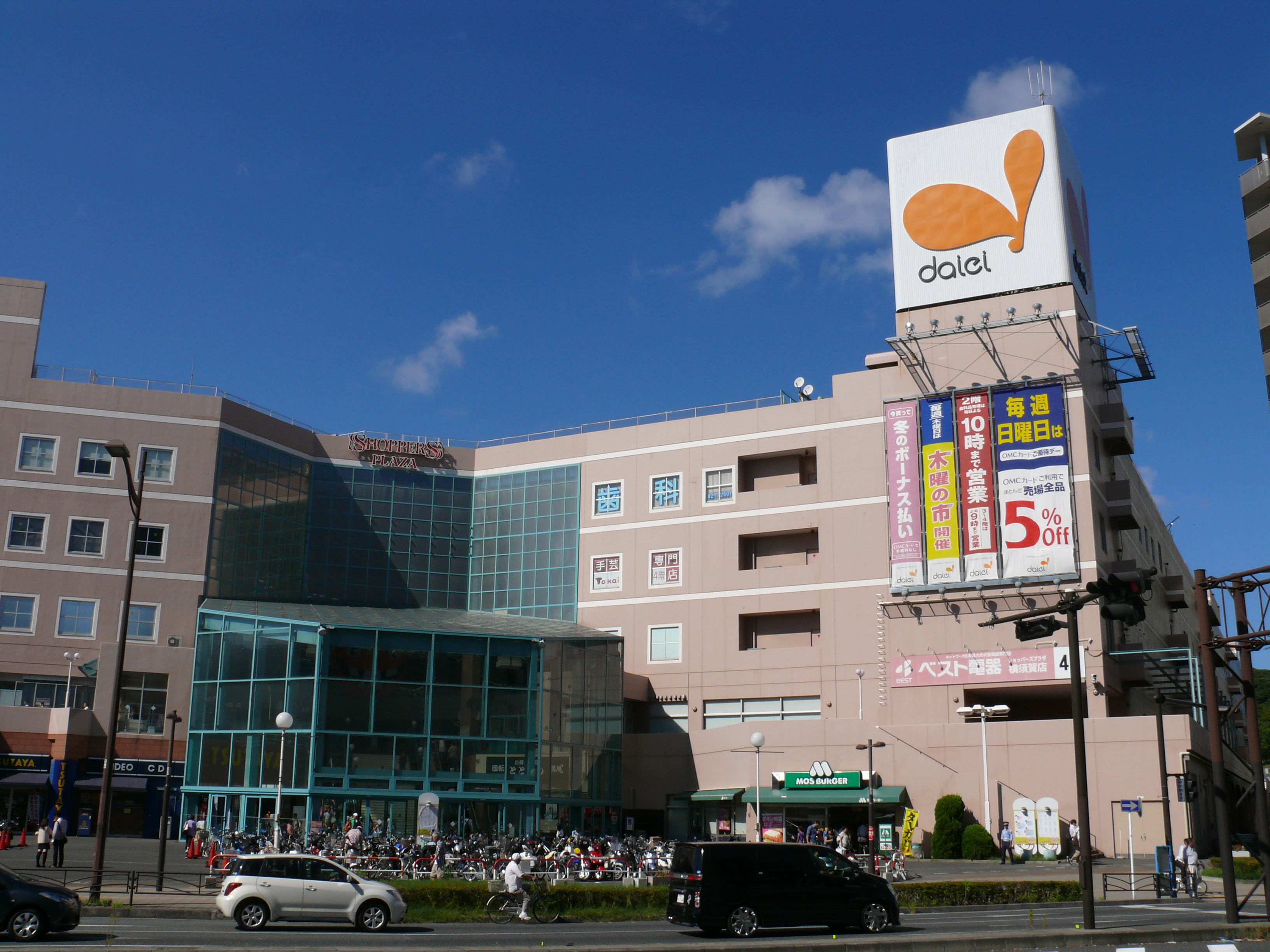
ダイエーの旧ロゴを掲げた店舗（2011年9月）
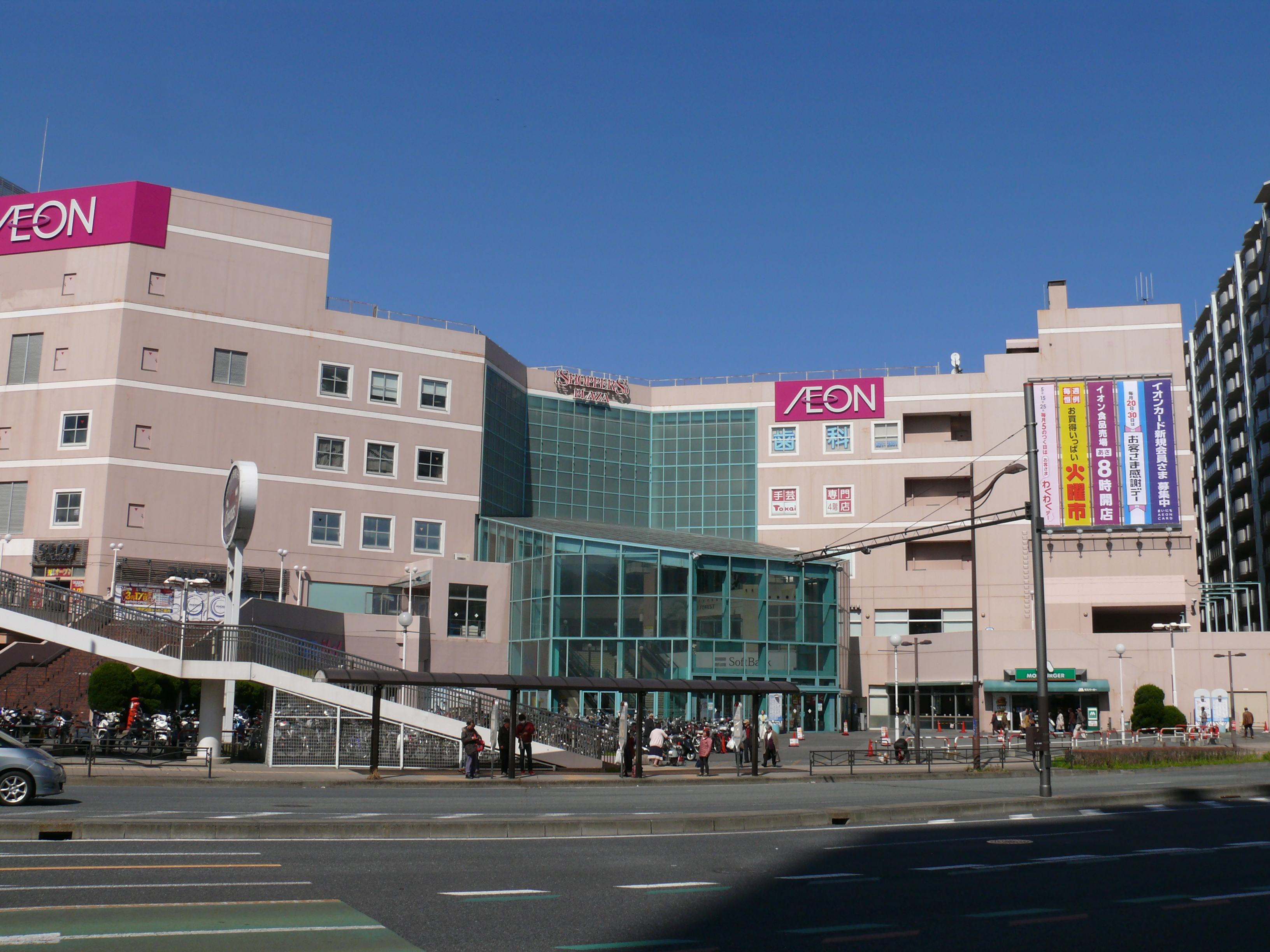
イオンのロゴを掲げた店舗（2016年3月）

### フロア構成

#### 2019年の閉店時
| 階   | イオン横須賀店         | ショッパーズプラザ横須賀専門店街                            |
| ---- | ---------------------- | ----------------------------------------------------------- |
| 屋上 | なし                   | 駐車場                                                      |
| 6階  | 駐車場                 | スポルト横須賀                                              |
| 5階  | 駐車場・専門店のフロア | カルチャー・スポーツ                                        |
| 4階  | キッズ・暮らしのフロア | シーウインドウモール・シネマ・ゲームセンター                |
| 3階  | 衣料品のフロア         | ファッションパーク3・シーウインドウモール・レストランパーク |
| 2階  | 食料品のフロア         | シーウインドウモール・ヨコスカマーケット・フードパティオ    |
| 1階  | 駐車場                 | メインゲート・シーサイドビレッジ                            |

#### 1991年の開業時
| 階   | ダイエー横須賀店                         | ショッパーズプラザ横須賀専門店街                                                              |
| ---- | ---------------------------------------- | --------------------------------------------------------------------------------------------- |
| 屋上 | なし                                     | 駐車場                                                                                        |
| 6階  | 駐車場                                   | ボウリングゾーン36                                                                            |
| 5階  | 駐車場                                   | カルチャー・スポーツ                                                                          |
| 4階  | 家具・インテリア・家電・スポーツのフロア | ファッションパーク4・シーウインドウモール・シネマ・アミューズメントパーク                     |
| 3階  | 衣料品・文具・玩具のフロア               | ファッションパーク3・シーウインドウモール・レストランパーク                                   |
| 2階  | 食料品・日用品のフロア                   | シーサイドプラザ・ファッションパーク2・シーウインドウモール・ヨコスカマーケット・フードコート |
| 1階  | 駐車場                                   | メインゲート・シーサイドビレッジ                                                              |

### 横須賀HUMAXシネマズ（1991 - 2019）
ショッパーズプラザ横須賀の4階にあった映画館（シネマコンプレックス）。ショッパーズプラザ開業とともに「横須賀ジョイシネマ」として開館。当初は3スクリーンのみ存在していたが、1994年12月に2スクリーン増設。さらに1995年12月に3スクリーン増え、8スクリーンとなった。1999年12月11日にリニューアルし「横須賀HUMAXシネマズ」へ改称した。
当館の開館時、横須賀市内には6つの映画館が市内中心部に存在していたが、ひとつまたひとつと閉館し、最終的には当館を残すのみとなっていた。
ショッパーズプラザの一時閉鎖に伴い、2019年4月23日が最終営業となり、28年の歴史に一旦幕を下ろした。このため約1年間、横須賀市は関東地方で映画館がない唯一の中核市となった。
| スクリーン | 座席数 | 車椅子席 |
| ---------- | ------ | -------- |
| 1          | 287    | 5        |
| 2          | 144    | 4        |
| 3          | 144    | 4        |
| 4          | 126    | 1        |
| 5          | 175    | 4        |
| 6          | 203    | 4        |
| 7          | 125    | 2        |
| 8          | 121    | 2        |

## コースカベイサイドストアーズ
2020年4月24日、1年間の改装休業を経て「コースカベイサイドストアーズ」(Coaska bayside stores) として再開業した。当初は4月24日に全館開業の予定だったが、2019年新型コロナウイルス流行の影響により食料品、美容室のみの開業となった。同年5月15日にフードコートのテイクアウト営業を開始し、同年5月25日から衣料品、インテリア、家電、家具など生活必需品の店舗を中心に営業を開始。そして同年6月5日から全館で営業を開始した。

### 主なテナント
- イオンスタイル（スーパーマーケット）
- わくわく広場 (野菜)
- 無印良品（生活雑貨）
- ニトリ（家具・インテリア）
- マツモトキヨシ (薬)
- ノジマ (家電)
- 島村楽器(楽器)
- くまざわ書店 (書籍)
- GU (服)
- H&M (服)
- ライトオン (服)
- ギャップ (服)
- ABCマート (靴)
- ダイソー（生活雑貨）
- スペースアスレチック トンデミ横須賀（アスレチック施設）
- ナムコ（ゲームセンター）
- ボウリング王国スポルト（ボウリング場）
- QBハウス (理容室)
- スターバックス (コーヒー)
- タリーズコーヒー (コーヒー)
- スシロー (寿司)
- 丸亀製麺 (うどん)
- リンガーハット (ちゃんぽん)
- 牛角 (焼肉)
- サイゼリヤ (イタリア料理)
- ミスタードーナツ (ドーナツ)
- マクドナルド (ハンバーガー)
- ケンタッキーフライドチキン (フライドチキン)
- バスキン・ロビンス (アイスクリーム)
- ディッパーダン (クレープ・ジェラート)
- 四六時中 (和食)
- 大戸屋 (定食)

店舗ギャラリー
- コースカベイサイドストアーズ（2020年12月）
- 全景（2021年7月）
- 2階エントランスホール（2021年10月）
- 2階ファッション・雑貨（2021年10月）
- 1階エントランス（2021年10月）
- 軍港めぐり乗船場（2021年10月）

### フロア構成
| 階 | フロア概要                                                                                 |
| -- | ------------------------------------------------------------------------------------------ |
| 6F | ボウリング                                                                                 |
| 5F | アミューズメント、フィットネス、カルチャー                                                 |
| 4F | シネマコンプレックス、ブックカフェ、インテリア                                             |
| 3F | レストラン、ファッション・ファッション雑貨                                                 |
| 2F | スーパーマーケット・フードコート・食物物販、ファッション・雑貨・インテリア、軍港めぐり受付 |
| 1F | 軍港めぐり乗船場、ペットショップ、レストラン・カフェ・ファッション・雑貨（別棟）           |

### 横須賀HUMAXシネマズ（2020 -）
ショッパーズプラザ横須賀のリニューアル工事に伴い一旦閉館したが、その後コースカベイサイドストアーズ開業と同時に再開業することが報じられた。新型コロナウイルス感染症流行の影響で、当初の予定から約1か月遅れて2020年6月5日にリニューアルオープンした。リニューアルにより、10スクリーン1200席のシネマコンプレックスとなった。
なお、一度閉館したシネマコンプレックスが同一の運営会社・劇場名・住所・建物で再開されたケースは過去にイオンシネマ宇多津（香川県綾歌郡宇多津町、宇多津ビブレ→イオンタウン宇多津内）の事例が存在している。ただしイオンシネマ宇多津は入居施設がシネマ棟を除いて解体・改築されている点では当劇場と異なっている。
| スクリーン | 座席数 | 車椅子席 |
| ---------- | ------ | -------- |
| 1          | 296    | 2        |
| 2          | 228    | 2        |
| 3          | 110    | 2        |
| 4          | 82     | 2        |
| 5          | 85     | 2        |
| 6          | 106    | 2        |
| 7          | 76     | 1        |
| 8          | 78     | 1        |
| 9          | 75     | 2        |
| 10         | 64     | 2        |